# Wilhelm Moritz II. (Ysenburg-Philippseich)
Wilhelm Moritz II. zu Ysenburg-Philippseich (* 23. Juli 1688 in Birstein; † 7. März 1772 auf Schloss Philippseich) war kurpfälzischer Generalleutnant und erster Herrscher über die Grafschaft Isenburg-Philippseich.

## Leben
Wilhelm Moritz II. zu Ysenburg-Philippseich war der Sohn des Grafen Wilhelm Moritz I. von Ysenburg-Büdingen-Philippseich (zu Ysenburg-Birstein, * 1657, von 1685 bis 1711 erster Herrscher über die Grafschaft Ysenburg und Büdingen in Birstein). Dessen Eltern waren Johann Ludwig von Ysenburg und Büdingen in Offenbach (1622–1685) und Luise von Nassau-Dillenburg (1623–1665). Seine Mutter war Anna Amalie Gräfin zu Ysenburg und Büdingen (1653–1700), älteste Tochter des Grafen Johann Ernst I. von Isenburg-Büdingen.
Am 9. Januar 1712 heiratete Wilhelm Moritz II. in Birstein Amalie Luise Burggräfin zu Dohna (1680–1723). Aus der Ehe stammen die Töchter Johanna Elisabeth Amalie (1720–1780, ⚭ Karl I. Graf zu Leiningen) und Friederike Christiane Sophie (1721–1772, ⚭ 26. Juli 1744 auf Schloss Philippseich Ludwig Ferdinand zu Sayn-Wittgenstein-Berleburg).
Nach Amalies Tod heiratete Wilhelm Moritz am 2. April 1725 in Gedern Philippine Luise zu Stolberg (1705–1744, Tochter des Grafen Ludwig Christian zu Stolberg und der Christine von Mecklenburg), sowie Schwester des Grafen Christian Ernst zu Stolberg-Wernigerode und des Fürsten Friedrich Carl zu Stolberg-Gedern.
Diese Ehe brachte die Kinder Christiane Wilhelmine (1726–1765), Ludwig Moritz (1727–1750), Johann Adolf (1728–1757, gefallen vor Prag), Luise (1731–1813, ⚭ Blasius Freiherr von Bender, † 1798, Kaiserlicher Feldmarschall), Christian Carl (1732–1779, ⚭ Konstanze Gräfin zu Sayn-Wittgenstein-Berleburg (1733–1776), Gustav Ernst (1733–1749), Christine Eleonore (1737–1752), Christiane Ferdinande (1740–1822, ⚭ Heinrich XII Graf Reuss zu Schleiz), Georg August (1741–1822), königlich bayerischer Generalleutnant, ⚭ Therese Burkart (1755–1817) und Philippine Sophie Ernestine (1744–1819), ⚭ Christian Friedrich Karl zu Hohenlohe-Kirchberg) hervor.

## Wirken
Wilhelm Moritz schlug eine militärische Laufbahn ein und wurde Generalmajor der Oberrheinischen Kreistruppen. In der kaiserlichen Armee nahm er den Rang eines General-Feldmarschall-Wachtmeisters ein und wurde schließlich General-Feldmarschall-Lieutenant. Als kurpfälzischer General-Lieutenant beendete er seine militärische Karriere. Als Erbteil an der Linie Offenbach erhielt er in der Dreieich die Dörfer Götzenhain, Offenthal, Sprendlingen, Urberach und Münster. So entstand 1711 die Grafschaft Isenburg-Philippseich, deren erster Herrscher er war.